# エストニア労働コムーナ

エストニア労働コムーナ
Eesti Töörahva Kommuun

赤軍の攻勢と最大支配地域（赤色、1919年1月）

エストニア労働コムーナ（エストニアろうどうコムーナ、エストニア語: Eesti Töörahva Kommuun (Kommuuna)、ロシア語: Эстляндская трудовая коммуна, ЭТК） は、ロシア革命後のロシア内戦からエストニア独立戦争の間にエストニア共和国内のボリシェヴィキ占領地で主張された政府である。世界の各国から承認されることはなかった。その実態は、真の目的であるロシア社会主義連邦ソビエト共和国（ソビエト・ロシア）の攻撃の意図を一時的にぼやかすことで、ソビエト・ロシアは仮面を被ってエストニア独立戦争に介入したのである。
このコムーナはナルヴァに1918年11月29日に設立された。その翌日にこの地は赤軍に占領され、このコムーナの存続している間はヤーン・アンヴェルトが議長を務めた。
ロシアの攻勢は序盤においては成功し、タリンから34キロメートルの地まで到達した。しかしながらヨハン・ライドネル総司令官の下、イギリスを初め国際的な軍事支援を得て、エストニア軍の反撃が1919年1月7日に始まった。赤軍は最終的にエストニア国外に追いやられ、エストニア労働コムーナは消滅した。エストニアからの追放の後、エストニア労働コムーナは最初はプスコフで、次にルガで、1919年5月17日からはスタラヤ・ルーサで亡命政権を主張した。

## 国際的承認
ロシア社会主義連邦ソビエト共和国は、1918年12月7日にエストニア労働コムーナを正式に承認し、この国を承認した唯一の政府となった。しかしながらこのとき、ソビエト・ロシア自体が国際的承認を得ていなかった。国際的条約で最初にロシア共産党政権が合法的に承認されたのは、1920年のタルトゥ条約であり、エストニアの独立戦争も条約に含まれていた

## 虐殺
この体制はラクヴァレとタルトゥで虐殺を行った。被害者にはプラトン司教、聖職者セルゲイ・フローリンスキー、トラウゴット・ハーン牧師などが知られている。

## エストニア労働者ソビエト・コムーナのメンバー
| ヤーン・アンヴェルト                       | 議長・軍事人民委員 |
| ヴィクトル・キンギセップ Viktor Kingissepp | 内務官（実際はエストニアの下、ヨハネス・キャスペルトが彼の下で働いた）                                                                                               |
| ハンス・ペーゲルマン Hans Pöögelmann       | 経済事務 |
| アルトゥル・ヴァルネル Artur Vallner       | 文化・公教育 |
| ヨハネス・マーギ Johannes Mägi             | 外務官、国家運営（外務官は1918年12月20日からマックス＝アルフレド・トラクマン（Max-Alfred Trakmann）が、国家運営はカルル・ミュールベルク（Karl Mühlberg）に交替した。 |
| ルドルフ・ヴァクマン Rudolf Vakman         | 社会基盤 (代理はオットー・ラスタス（Otto Rästas）) |
| ヨハネス・キャスペルト Johannes Käspert    | 内務部部長 |

メンバーの多くは、のちの大粛清の際にソ連当局に処刑された。